# The International (golf)
The INTERNATIONAL was een golftoernooi voor professionals. Het werd gespeeld van 1986-2006  op de Castle Pines Golf Club in Castle Rock, Colorado. Deze golfbaan ligt op een hoogte van bijna 2000 meter.
Op de Amerikaanse PGA Tour waren in die tijd twee toernooien die geen strokeplay toernooien waren. Het WGC - Matchplay was een matchplay toernooi, en The INTERNATIONAL werd gespeeld in een aangepaste stableford formule (modified stableford).   
Het toernooi werd gespeeld in de periode tussen het US Open en het Brits Open, meestal net voor het PGA Kampioenschap. Aangezien de inkomsten van het toernooi onvoldoende waren, werd in februari 2007 bekendgemaakt dat er geen volgende editie zou komen.
De Tiger Woods Foundation kondigde aan dat er een nieuw strokeplay toernooi voor in de plaats zou komen, de AT&T National. Het wordt gespeeld in de buurt van Washington.

## Telling
De 'Modified Stableford' telling geeft aan de speler een aantal punten per hole afhankelijk van de score op die hole. De gedachte is dat spelers dan agressiever kunnen spelen. 
- Albatross (double eagle): +8
- Eagle: +5
- Birdie: +2
- Par: 0
- Bogey: -1
- Double bogey of slechter; -3

Een hole-in-one op een par 3 telt als eagle.
Tot 1992 had het toernooi ook een cut na de derde ronde, en begonnen alle spelers ronde vier op een nulstand. Vanaf 1993 was er alleen een cut na de tweede ronde, en werd de score van de vier rondes gewoon opgeteld.

## Winnaars
The International
- 1986:  Ken Green
- 1987:  John Cook
- 1988:  Joey Sindelar
- 1989:  Greg Norman
- 1990:  Davis Love III
- 1991:  José María Olazabal
- 1992:  Brad Faxon
- 1993:  Phil Mickelson

Sprint International
- 1994:  Steve Lowery
- 1995:  Lee Janzen
- 1996:  Clarence Rose
- 1997:  Phil Mickelson
- 1998:  Vijay Singh
- 1999:  David Toms

The International presented by Qwest
- 2000:  Ernie Els
- 2001:  Tom Pernice Jr
- 2002:  Rich Beem

The International
- 2003:  Davis Love III
- 2004:  Rod Pampling
- 2005:  Retief Goosen
- 2006:  Dean Wilson